# 青山ダム (台湾)
青山ダム（せいざんダム、繁: 青山壩、英: Qingshan Dam〈チンシャン・ダム〉）は、台湾の台中市和平区の大甲渓上流にある徳基水庫のダムより約 1キロメートル (0.62 mi) 下流に位置する重力式コンクリートダムである。堰堤（えんてい）により徳基水庫からの水力発電による放流を貯水する調整池の青山ダム水庫（繁: 青山壩水庫）を形成し、次いで下流にある大甲渓最大の水力発電所である青山発電所の発電に供給する。
ダムは、堤高 45メートル (148 ft)、堤長 100メートル (330 ft) で、弧形水門（テインターゲート）が3門設置されている。青山ダム水庫の総貯水量は60万立方メートル (490 acre⋅ft)、使用貯水量は約41万立方メートル (330 acre⋅ft) となる。取水口の水門は、調整池のダム右岸に備えられる。

## 沿革
1952年（民国41年）、大甲渓に初めて天輪発電所が完成すると、1955年（民国44年）3月に經濟部は大甲渓開発計画委員会（後・大甲渓工作処）を設立し、同年5月には台湾電力公司が発電所6か所の修正計画案を提出した。1956年（民国45年）11月、経済部のもとに水資源統一規画委員会（現・経済部水利署）が開設され、同年12月には「大甲渓総合開発規画報告」が行政院に提出された。
1959年（民国48年）、国外の専門家や技術コンサルタントの協力により、「達見（青山）ダム計画定案報告」が作成され、アメリカの開発借款基金に申請した。翌1960年（民国49年）、これを引き継いだ米国際開発局は、予算の活用として「達見」（徳基）に加えて「下達見」（青山）にも発電所を建設することを要求した。
1963年（民国52年）10月、最終的に林口火力発電所とともに融資を得ると、計画・建設を受け持つ台湾電力公司のもと、アメリカ（シカゴ）の HARZA Engineering Company が設計し、1964年（民国53年）7月より下達見（青山）水力発電の建設が開始された。1970年（民国59年）12月20日、当初の建設工事が完成するとともに、下達見は「青山」に改称された。

### 災害・復興
1999年（民国88年）9月21日の大地震（921大地震）により地域一帯が被災した後、2004年（民国93年）7月、台風7号（蒲公英、ミンドゥル）による洪水（72水災）が青山発電所の発電施設を襲い、設備・機器の浸水により発電不能となった。
2007年（民国97年）の再建計画の通過を経て、翌2008年（民国98年）11月より工事が始まり、2010年（民国99年）6月に発電所の再建が開始された。復興工事の間の2014年（民国103年）、青山ダムは開放状態のまま貯水されなかった。翌2015年（民国104年）、青山発電所は、新たな装置による発電を開始した。

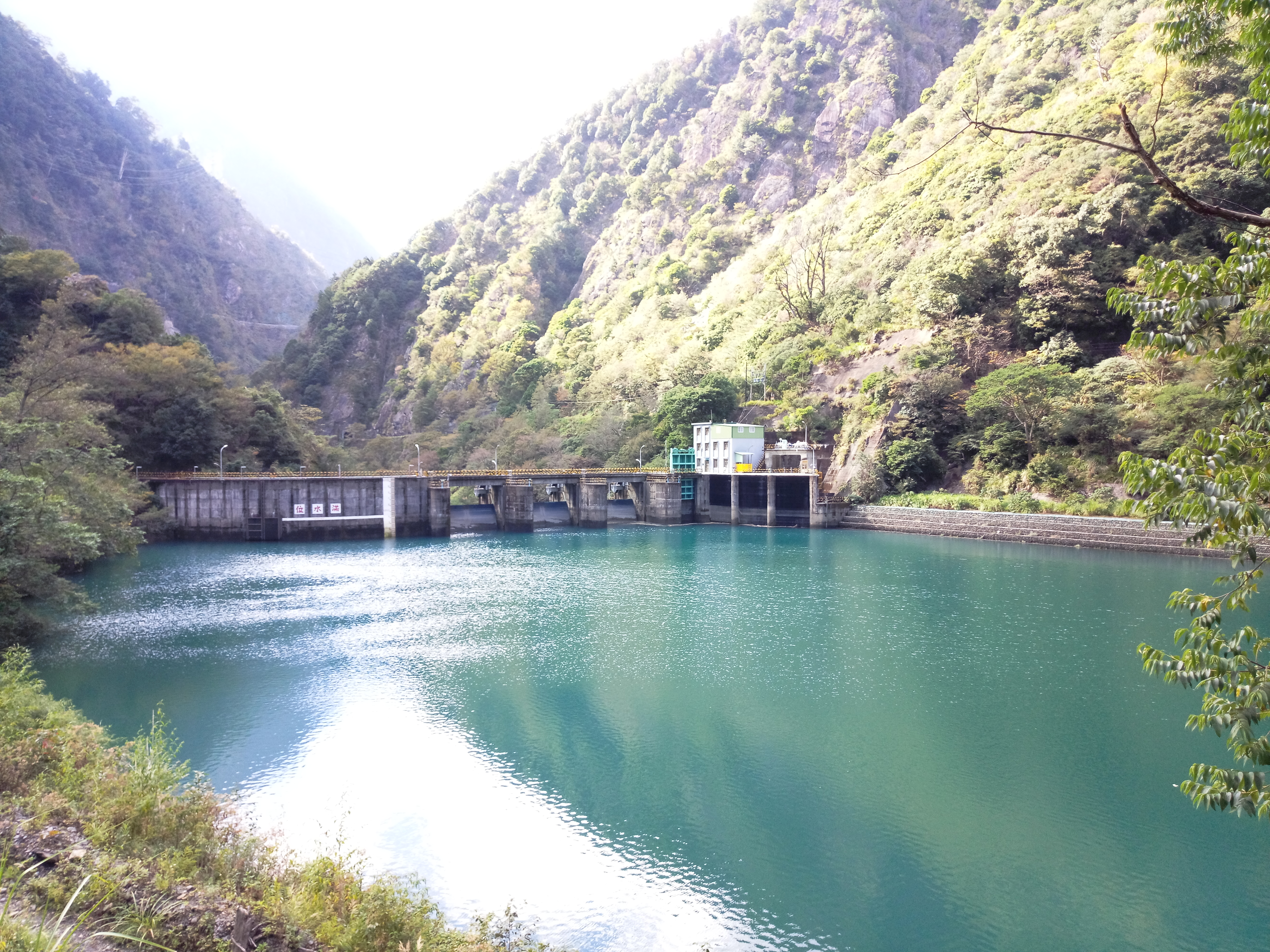
青山ダム水庫（調整池）と堰堤
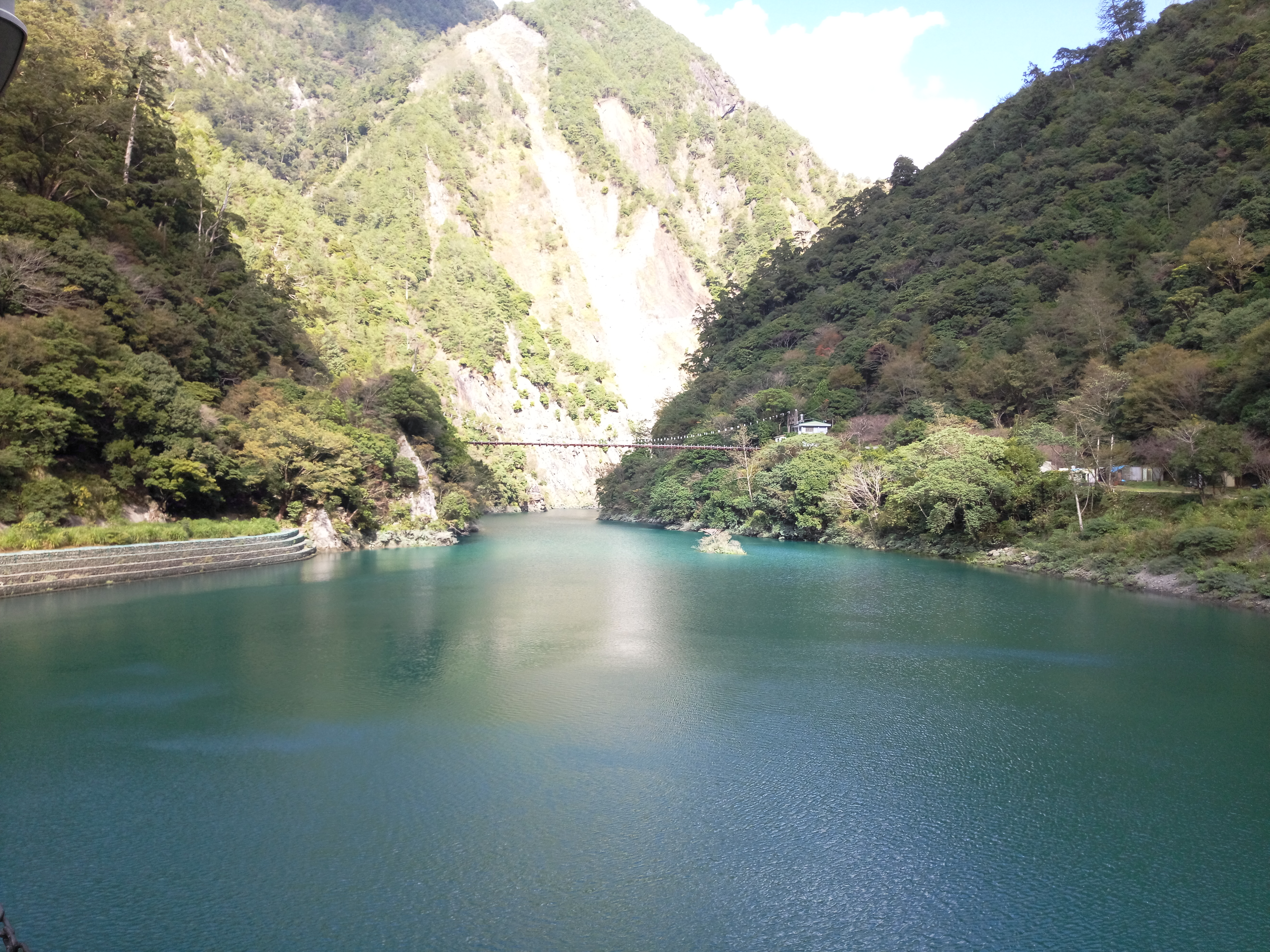
堤頂からの水庫の景観
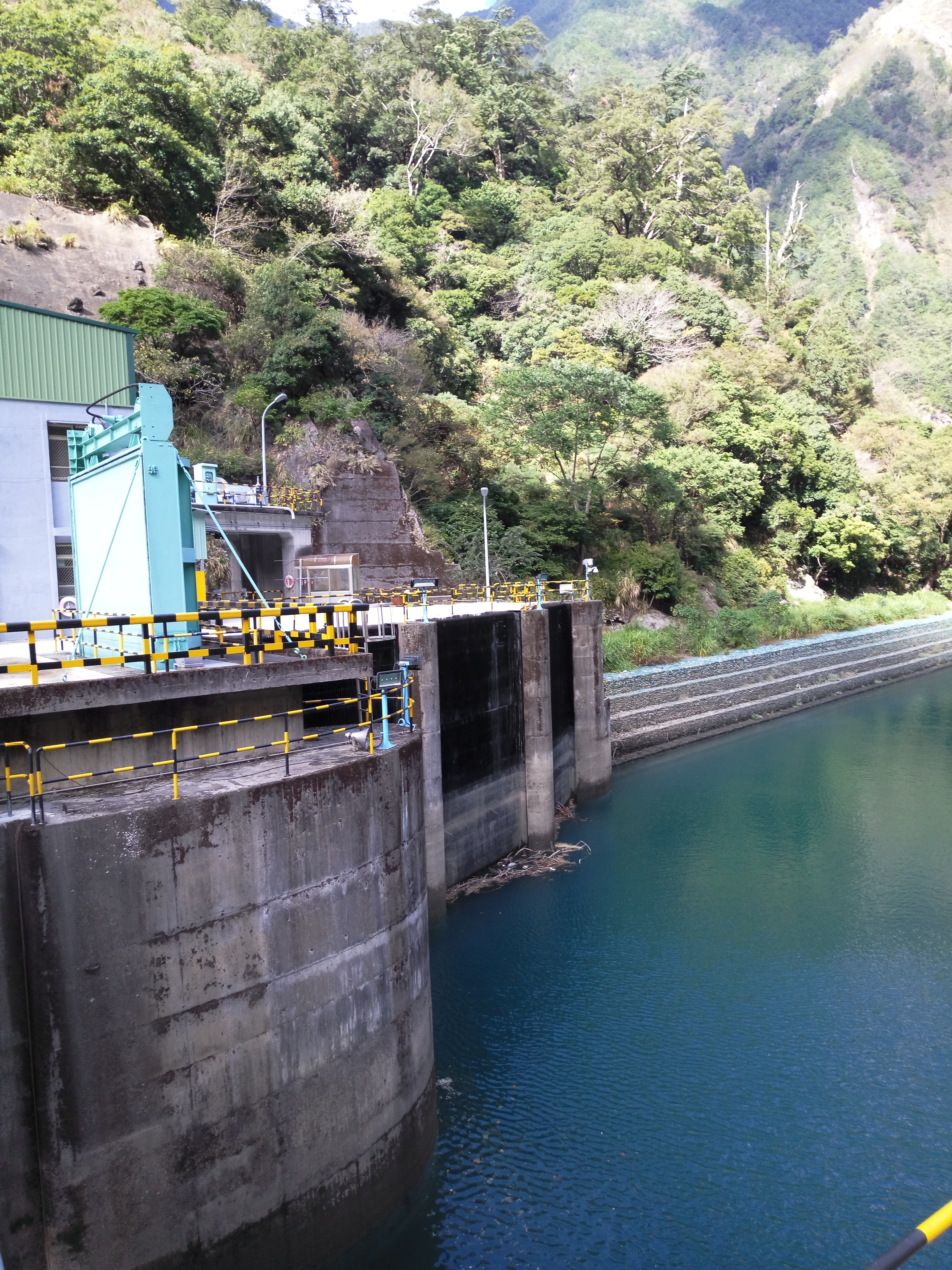
青山ダム水庫の取水口